# Desa Buahan (administrativ by i Indonesien, lat -8,29, long 115,38)
Desa Buahan är en administrativ by i Indonesien.   Den ligger i provinsen Provinsi Bali, i den sydvästra delen av landet, 1 000 km öster om huvudstaden Jakarta. Desa Buahan ligger på ön Bali. Den ligger vid sjön Danau Batur.